# ماراغوغي
ماراغوغي (بالبرتغالية: Maragogi‏) هي بلدية تقع في البرازيل في ألاغواس. يقدر عدد سكانها بـ 26,520 نسمة ومساحتها 335 كم2 وترتفع عن سطح البحر 5 متر.